# Hyporhagus stranus
Hyporhagus stranus là một loài bọ cánh cứng trong họ Zopheridae. Loài này được Freude miêu tả khoa học năm 2001.